# Liste der Streetart-Objekte in Innsbruck-Mühlau
Die Liste der Streetart-Objekte in Innsbruck-Mühlau enthält die von der Stadt Innsbruck in Mühlau gelisteten und realisierten Streetart.

## Streetart
Die folgende Liste enthält katalogisierte Streetart in Innsbruck.
| Foto |                 | Name   | Typ | Standort                   | Künstler     | Datierung | Beschreibung | Metadaten |
| ---- | --------------- | ------ | --- | -------------------------- | ------------ | --------- | ------------ | --------- |
| BW   | Datei hochladen | ID: 53 |     | Haller Straße 111 Standort | Lukas Goller | 2018      |              |           |